# Древо познания (фильм)
«Древо познания» (дат. Kundskabens træ) — датский фильм-драма 1981 года. Фильм был выдвинут от Дании на премию «Оскар» за лучший фильм на иностранном языке, однако не попал в шорт-лист номинации. Помимо этого, фильм был официально включен в Датский Культурный канон.

## Сюжет
Действия фильма происходят в Орхусе в период с 1958—1960 года. Всё начинается с самого обычного 7-го класса, заканчивается 9-м. Внимание в фильме полностью уделено этому классу, ребята которого сталкиваются с огромным количеством жизненных проблем. Лидерство, высокомерие, зависть, ревность, дружба, любовь — всё это незаметно касается и насквозь проходит через этих подростков, как и многих других ребят в этом возрасте. 

## В ролях
- Ева Грам Шьолдагер — Элин
- Ян Йохансен — Нильс Оле
- Лине Арлин-Сёборг — Анне-Метте
- Мариан Вендельбо — Эльсебет
- Гитте Ибен Андерсен — Лене
- Лоне Эллиот — Майбрит
- Астрид Хольм Йенсен — Ина
- Брайн Тибель — Вилли Бонде
- Бо фон дер Липпе — Йорн
- Марин Лисхольм Йепсен — Хельге